# C6orf89
C6orf89‏ (Chromosome 6 open reading frame 89) هوَ بروتين يُشَفر بواسطة جين C6orf89 في الإنسان.